# Caracota (Corque)
Caracota (auch: Khara Kkota) ist eine Ortschaft im Departamento Oruro im Hochland des südamerikanischen Andenstaates Bolivien.

## Lage im Nahraum
Caracota ist der zentrale Ort des Kanton Caracota im Municipio Corque in der Provinz Carangas. Die Ortschaft liegt auf einer Höhe von 3775 m am östlichen Rand der Serranía de Huayllamarca, eines etwa 100 Kilometer langen Höhenrückens, der sich auf dem Altiplano in nordwestlich-südöstlicher Richtung erstreckt.

## Geographie
Das Klima der Region ist semiarid und weist eine kurze Regenzeit im Sommer auf, der Jahresniederschlag liegt bei knapp 300 mm (siehe Klimadiagramm Turco). Die Jahresdurchschnittstemperatur liegt bei gut 6 °C ohne wesentliche Schwankungen im Jahresverlauf, aber mit starken Tagesschwankungen der Temperatur und häufigem Frostwechsel.
Die Vegetation entspricht der semiariden Puna. Sie ist baumlos und setzt sich vor allem aus Dornsträuchern, Gräsern, Sukkulenten und Polsterpflanzen zusammen. Sie wird wirtschaftlich als Lama-, Alpaka- und Schafweide genutzt.

## Verkehrsnetz
Caracota liegt in einer Entfernung von 63 Straßenkilometern südwestlich von Oruro, der Hauptstadt des Departamentos.
Durch Oruro führt die 279 Kilometer lange Nationalstraße Ruta 12, die in südwestlicher Richtung über Toledo, Ancaravi, Huachacalla und Sabaya nach Pisiga an der chilenischen Grenze führt. Sechzehn Kilometer südwestlich von Toledo zweigt eine unbefestigte Piste in nordwestlicher Richtung von der Ruta 12 in das zwei Kilometer abseits der Hauptstraße liegende Culluri ab, von dort sind es noch einmal zwölf Kilometer nach Caracota.

## Bevölkerung
Die Einwohnerzahl der Ortschaft ist in dem Jahrzehnt zwischen den beiden letzten Volkszählungen nahezu unverändert geblieben:
| Jahr | Einwohner         | Quelle       |
| ---- | ----------------- | ------------ |
| 1992 | keine Detaildaten | Volkszählung |
| 2001 | 243               | Volkszählung |
| 2012 | 254               | Volkszählung |
| 2024 |                   | Volkszählung |

Die Region weist einen hohen Anteil indigener Bevölkerung auf, im Municipio Corque sprechen 89,7 Prozent der über 6-Jährigen Aymara.